# Colleen Hoover
Margareth Colleen Fennell, nota come Collen Hoover (Sulphur Springs, 11 dicembre 1979) è una scrittrice statunitense.
Coniugata con William Heath Hoover, è divenuta famosa a partire dal 2012, quando ha pubblicato il suo primo libro, Slammed (Tutto ciò che sappiamo dell'amore), primo libro della fortunata omonima serie. Inoltre, nel 2015 ha collaborato con la scrittrice Tarryn Fisher in una serie composta da tre romanzi: Never Never, Never Never: part 2 e Never Never: part 3.
Nel 2019 il regista e attore Justin Baldoni ha acquistato i diritti cinematografici del suo libro It Ends With Us - Siamo noi a dire basta per l'omonimo film presentato nel 2024. L'adattamento cinematografico ha riscosso un grande successo a fronte di un budget di produzione di 25 milioni di dollari, il film ha incassato 145.430.913 $ in Nordamerica e 180.600.000 $ nel resto del mondo, per un totale di 326.030.913 $. In Italia ha incassato 3.557.542 € con 502.071 presenze.

## Opere

### Serie Slammed
- Slammed, 2012.

(edizione italiana: Tutto ciò che sappiamo dell'amore, Fabbri, 2015. ISBN 9788845199998)
- Point Of Retreat, 2012.

(edizione italiana: Tutto ciò che sappiamo di noi due, Fabbri, 2015. ISBN 9788891515551)
- This Girl, 2013. (inedito in Italia)

### Serie Hopeless
- Hopeless, 2013.

(edizione italiana: Le coincidenze dell'amore, Leggereditore, 2013. ISBN 9788865088005)
- Losing Hope, 2013.

(edizione italiana: Le sintonie dell'amore, Leggereditore, 2014. ISBN 9788865088012)
- Finding Cinderella, 2014.   (edizione italiana: Sperling & Kupfer, 2024 EAN: 9788855442008)

### Serie Maybe
- Maybe Someday, 2014.

(edizione italiana: Forse un giorno, Leggereditore, 2022. ISBN 9788833751856)
- Maybe Not, 2014. (inedito in Italia)
- Maybe Now, 2018. (inedito in Italia)

### Serie Never Never
- Never Never: part one (edizione italiana: Never never. Non dimenticare mai di ricordarti di me EAN: 9788820077877)
  - Never Never: part two
  - Never Never: part three

### Serie It ends with Us
- It ends with Us, 2016.

(edizione italiana: It Ends With Us. Siamo noi a dire basta, Sperling & Kupfer, 2022. ISBN 9788820072940)
Adattamento cinematografico: It Ends With Us - Siamo noi a dire basta, 2024
- It starts with Us, 2022.

(edizione italiana: It starts with us. Siamo noi l’inizio di tutto, Sperling & Kupfer, 2023. ISBN 9788820075422)

### Altre opere
- Ugly Love, 2014.

(edizione italiana: L'incastro (im)perfetto, ONE, 2017. ISBN 9788868773236)
- Confess, 2015.

(edizione italiana: Le confessioni del cuore, Leggereditore, 2022. ISBN 9788833752082)
- November 9, 2015.

(edizione italiana: 9 Novembre, Leggereditore, 2016. ISBN 8865087560)
- - All Your Perfects, 2018. (edizione italiana: All your perfects. Un ricordo ti parlerà di noi, Sperling & Kupfer, 2022. ISBN 978-88-200-7355-8)
  - Verity, 2018. (edizione italiana: Verity. Sperling & Kupfer, 2023. ISBN 978-88-200-7545-3)
  - Heart Bones, 2020. (Sperling & Kupfer, 2024 EAN: 9788820075460)
  - Reminders of him, 2022. (Sperling & Kupfer, 2024 EAN: 9788820075477)
  - Regretting you, 2019. (inedito in Italia)
  - Too Late, 2016. (Sperling & Kupfer, 2025 EAN:9788820077631)
  - Layla, 2020. (Sperling & Kupfer)
  - Without Merit, 2017. (inedito in Italia)